# 이스라엘 아이스하키 국가대표팀
이스라엘 아이스하키 국가대표팀(히브리어: נבחרת ישראל בהוקי קרח)은 이스라엘를 대표하는 아이스하키 국가대표팀이다. 